# Eduard Julius Ferdinand Baath
Eduard Julius Ferdinand Baath (* 25. März 1834 in Zielenzig; † 18. Juli 1907 in Braunschweig) war preußischer Generalmajor und zuletzt Kommandeur des 48. Infanterieregiments.

## Leben

### Herkunft
Seine Eltern waren der Rechtsanwalt und Notar Eduard Anton Baath († 20. Juni 1864) und dessen Ehefrau Auguste Karoline Philippine Henriette, geborene Graff († 27. November 1870).

### Werdegang
Er erhielt seine Schulbildung auf dem Gymnasium in Frankfurt an der Oder. Nach seinem Abschluss kam er am 2. Januar 1853 als Musketier in das 36. Infanterieregiment. Dort wurde er am 25. März 1854 zum Unteroffizier, am 11. November 1854 Portepeefähnrich, am 10. November 1855 zum Seconde-Lieutenant und am 10. Juli 1863 zum Premier-Lieutenant befördert. Als solcher nahm er am Deutschen Krieg von 1866 teil. Während des Feldzuges kämpfte er bei Oerlenbach, Uettingen und Roßbrunn.
Nach dem Krieg kam er am 10. September 1868 als Hauptmann und Kompaniechef in das 36. Infanterieregiment. Während des Deutsch-Französischen Krieges wurde er in der Schlacht bei Gravelotte verwundet. Anschließend kämpfte er wieder bei Orleans, Le Mans sowie in den Gefechten bei Beaugency und Epuisay. Dafür erhielt er am 11. September 1870 das Eiserne Kreuz  II. Klasse.
Nach dem Krieg wurde er am 25. April 1878 zum Major befördert und dazu in das Regiment aggregiert. Am 12. Juli 1880 kam er dann als etatmäßiger Stabsoffizier in das Grenadier-Regiment Nr. 7. Dort wurde er am 1. April 1881 zum Kommandeur des I. Bataillons ernannt. Am 3. Dezember 1885 wurde er zum Oberstleutnant befördert und zeitgleich als  etatmäßiger Stabsoffizier in das 50. Infanterieregiment versetzt. Am 4. August 1888 wurde er dann als Oberst und Kommandeur in das 48. Infanterieregiment versetzt. Er erhielt am 18. November 1890 den Charakter als Generalmajor und wurde mit Pension zur Disposition gestellt.
Er starb am 18. Juli 1907 in Braunschweig an einer Lungenentzündung.

### Familie
Baath heiratete am 29. Oktober 1871 in Passendorf bei Halle Friederike Elise Cäcilie Wendenburg (* 31. Dezember 1842; † 30. März 1881), eine Tochter des Oberamtmanns und Besitzers von Schloss Seeburg Friedrich Wilhelm Wendenburg. Das Paar hatte mehrere Kinder:
- Gertrud (* 20. September 1875)
- Friedrich (* 10. März 1881; † 5. Mai 1899), Fahnenjunker im 96. Infanterieregiment